# ヴェオリア・ウォーター
ヴェオリア・ウォーター（英語: Veolia Water、仏語: ヴェオリア・オー）は、フランスの多国籍総合環境サービス会社ヴェオリア・エンバイロメント（仏語: ヴェオリア・アンビロンヌマン）の水処理事業部門会社。

## 概要
ヴェオリアは、フランス・リヨン市で1853年に創業したジェネラルデゾー社が母体となった水道事業者。フランス第二帝政時代、ナポレオン三世の勅令によって誕生した都市部の水道システムを運営する民間企業（「水道#世界の水道」も参照）。

## 世界におけるヴェオリア
世界で合わせて9万5000人の従業員を抱え、66の国で水事業を展開、1億3900万人の住民に上水道・下水道サービスを提供している。他にも企業向けの工業用水処理事業や、ブラジル沖でペトロブラスとの共同で石油採掘・生産事業に参加をしている。
2009年時点での売上高は12.5億ユーロ、2013年の売上の構成比をみると72.9%はヨーロッパ地域からの売上で、そのほか7.4%をアメリカ地域から、中東・アフリカ・インド地域から8.5%、アジア・太平洋地域から11.2%となっている。
2020年現在、事業の柱は、水・廃棄物・エネルギーの3点になる。
浄水事業では、全世界で3,362カ所の浄水場を管理し、9,500万人に水道サービスを提供。また、2,737カ所の下水処理場を管理し、6,200万人に下水処理サービスを提供している。
廃棄物処理では、46万4,948の法人顧客を持ち、685カ所の廃棄物処理場を管理。4,000万人を対象にごみ収集サービスを提供し、4,700万トンの廃棄物を処理した。
そして、発電事業では、611カ所の地域冷暖房ネットワークを管理し、4,300万MWhのエネルギーを生産した。
総従業員数は約17万9,000名、売上高は260億1,000万ユーロとなっている。
2020年2月、中期経営戦略IMPACT2023を発表し、エコロジカル・トランスフォーメーションのベンチマーク企業、意訳すると、環境意識の転換を惹起させる指標になる企業となることを目標に掲げている。

## 日本におけるヴェオリア
ヴェオリアは、複数の事業会社で水、廃棄物処理、エネルギーの３事業を展開している。

### 水事業
自治体向けに、プラントの建設から維持管理、料金の徴収業務まで包括的なサービスを提供している。グループ会社の西原環境が主に上下水道施設向けソリューションを提供している。
また、ヴェオリア・ジェネッツの水処理技術部門（旧昭和環境システム）が民間企業向けソリューションを提供。

### 廃棄物処理事業
産業廃棄物・特別管理産業廃棄物の処理について、量の多寡に拘わらず収集・処理するサービスを提供。

### エネルギー事業
低品質の木材等を燃料として活用する木質バイオマス発電所や、下水汚泥処理のプロセスから発生する消化ガスを活用したバイオガス発電所の運転維持管理業務を行っている。